# Панк-фракция Красных Бригад
Панк-фракция Красных Бригад (сокращенно ПФКБ) — российская музыкальная группа, образованная в январе 2013 года в Москве и исполняющая панк-рок. Название группы отсылает к подпольным леворадикальным организациям «Красные бригады» и «Фракции Красной армии».

## История группы
Группа была создана по инициативе музыканта Владимира Айгистова и художника Антона Николаева, позже к ним присоединился Денис Мустафин. Она заявила о себе в феврале 2013 года с выступления в музее Маяковского. Музыканты отыграли прямо в экспозиции, протестуя, таким образом, против готовящейся реконструкции музея. Концерт продолжался не более 10 минут, после чего был прерван сотрудниками музея. 
В конце января мне рассказали о том, что собираются то ли закрывать Музей Маяковского, то ли убирать экспозицию под „показы дизайнерской одежды“. Около музея уже начались акции протеста, маяковские чтения — везде стояли менты. Нашей группой было принято немедленное решение поддержать протестующих. Мы решили несанкционированно выступить внутри здания музея даже при угрозе задержания.

Владимир Айгистов
Все участники группы придерживались левых взглядов. Из интервью солиста Владимира Айгистова изданию «Леворадикал»: «Если о целях говорить, то я всегда ставил цель бороться с пошлостью современной музыкальной индустрии, фальшью, высокомерием ну и ещё попытаться создать что-то новое, пинок под зад постмодернистам».
В августе 2013 года ПФКБ выпустили свой первый и пока единственный клип. Сюжет обыгрывает похищение Красными бригадами председателя Совета министров Италии Альдо Моро.
В дальнейшем к группе присоединились профессиональные музыканты, в частности, бывший барабанщик группы «Аркадий Коц» Тимофей Разинков. Антон Николаев группу напротив покинул. «После концерта в „Диге“ в подвале Политеха мы начали играть совершенно иначе, — вспоминает по этому поводу барабанщик группы Тимофей Разинков. — Перформансы закончились и начался панк-рок, когда Мустафин начал рубить стену топором на концерте». Вскоре ушёл и Денис Мустафин, а в группе появилось два новых участника: гитаристы Матвей Гайдуков и Алексей Тришин.
Группа сотрудничала с художниками, в частности с московской художницей Алисой Йоффе.

## Дискография

### «Песни для Маргериты Кагол»
В марте 2014 года группа представила дебютный альбом «Песни для Маргериты Кагол». Альбом посвящён убитой полицейскими члену исполнительного комитета Красных Бригад Маргерите Кагол. Автором всех текстов выступил солист группы Владимир Айгистов. На дебютном альбоме «ПФКБ», который в сводил Джон Куковеров из I.H.N.A.B.T.B.., музыкантам прекрасно удалось зафиксировать своё нынешнее состояние. Это жирный, звонкий и энергичный панк-77, напоминающий одновременно «Юго-Запад», «Народное Ополчение», «Лисичкин Хлеб» и творчество других ехидных злыдней 80-х — 90-х годов. Наркотики, лекарства, алкоголизм, революция и раздолбайство — обо всем этом Вова поёт с подростковой наглостью и отрешённостью. Альбом распространяется бесплатно в сети.

Альбом вошел в двадцатку лучших русских альбомов года по версии издания «Афиша-Волна»:
«Треклист москвичей „ПФКБ“ — уже как пароль-деление на свой/чужой: рексетин, акция ЭТА, Треблинка, Юлиус Фучик и Красные Бригады; свою политическую позицию и правила жизни они подкрепляют практически идеальным, без шуток, звуком для 2014 года, грязным, шумным, напоминающим о лучших образцах подпольного панка восьмидесятых — это, впрочем, нисколько не указание на архаичность или что-то подобное, наоборот, не было в этом году рок-записи, которую бы я (позволю себе использовать наконец личное местоимение) слушал бы чаще. Концерты в электричке и на выставке, посвященной в какой-то степени им самим, проза и стихи, побочные проекты и многое другое — из всей нынешней московской подпольной тусовки у „ПФКБ“, кажется, больше, чем у остальных, мыслей, слов и багажа за плечами; впрочем, в отрыве от контекста эти песни также работают безупречно».

### «Ракеты красных землянок»
31 июля 2015 года группа представила свой новый альбом «Ракеты красных землянок», который, как и первый альбом группы, доступен в сети для бесплатного скачивания. Издание Colta пишет: «Шумный, грязный гитарный панк коллектива беспощадно сыр, вызывающе расхлябан и оголтело политизирован — ему одинаково начхать на слушательский комфорт и его чувство прекрасного и на то, от кого можно огрести за их издевательски-непочтительные тексты, пропетые, будто нарочно, мимо всех нот с ядовитой ухмылкой. Подвальная сырость звучания „Панк-фракции“ пышет неожиданно всамделишной злобой и очень настоящим панковским наплевательством».
Обложку для альбома оформляла художница Лиза Рукавишникова. На развороте размещена фотография Ларисы Романовой, члена российской леворадикальной подпольной организации «Новая революционная альтернатива».
«Меня всегда поражало, что такая хрупкая женщина смогла столько выстоять, я прочел все её письма, она сидела вместе с дочерью и продолжила бороться, оказавшись на свободе», — поясняет вокалист группы Владимир Айгистов. По мнению издания Афиша-Воздух, теперь «ПФКБ» звучит разнообразнее и яснее. "Немалую роль в этом сыграли любовь к немецкой краутрок-группе Can и гитарист московского коллектива I.H.N.A.B.T.B. Джон Куковеров, по сути пятый участник «Панк-фракции», отвечающий за студийные записи. Так что «Ракеты красных землянок» и нынешнее состояние группы проще всего описать термином «психоделический панк» — не без наследия «Гражданской обороны», «Соломенных енотов» или «Лисичкина хлеба».

### «Депривация адресата, ч.1. Эффект самобалансировки»
Третий альбом группы получил название «Депривация адресата, ч.1. Эффект самобалансировки» и вышел 19 января 2017 года. Как и другие альбомы, он доступен для бесплатного прослушивания.

## Другие записи группы
11 ноября 2015 года вышел EP ПФКБ «Преображенка-2», который записан участниками ПФКБ дома в полуакустике. Обложку издания украсила фотомодель Алена Ковалева. Как поясняет солист ПФКБ Владимир Айгистов, такого рода домашние записи, которые группа называет «Преображенки», всегда записываются нетрадиционным для группы составом. «Это что-то из разряда музыкальных экспериментов на дому», — уточняет Владимир Айгистов.